# Taïna Maka
Pour les articles homonymes, voir Maka.
Pas d'image ? Cliquez ici

a Compétitions nationales et continentales officielles uniquement.

b Matchs officiels uniquement.
Dernière mise à jour le 22 mars 2025.
Taïna Maka, née le 22 décembre 2004 à Wallis-et-Futuna, est une joueuse française de rugby à XV. Elle évolue aux postes de troisième ligne centre et de deuxième ligne au FC Grenoble.

## Biographie
Taïna Maka naît le 22 décembre 2004 à Wallis-et-Futuna,. Elle commence la pratique du rugby à XV en 2017 au sein de l'Union sportive Rhône XV, puis rejoint les Amazones du FC Grenoble en 2020.
En 2023, elle concourt avec l'équipe de Wallis-et-Futuna de rugby à sept (en) qui décroche la médaille de bronze aux Jeux du Pacifique.
En 2024, elle joue dans l'équipe de France des moins de 20 ans et intègre le pôle France. En 2025, elle est sélectionnée dans le groupe senior du Tournoi des Six Nations féminin.
En parallèle de sa carrière sportive, Taïna Maka poursuit en 2025 des études d'infirmière.